# Васюково (Грязовецкий район)
Васюково — деревня в Грязовецком районе Вологодской области.
Входит в состав Юровского муниципального образования, с точки зрения административно-территориального деления — в Покровский сельсовет.
Расстояние до районного центра Грязовца по автодороге — 20 км, до центра муниципального образования Юрово по прямой — 15 км. Ближайшие населённые пункты — Покровское, Прокопьево, Барское.
По переписи 2002 года население — 41 человек (19 мужчин, 22 женщины). Преобладающая национальность — русские (95 %).